# Dida Diafat
Dida Diafat (* 24. April 1970 in Bab El Oued) ist ein algerischer Muay-Thai-Kämpfer.
Diafat war zwischen 1992 und 1998 elfmal Weltmeister im Thaiboxen in verschiedenen Gewichtsklassen. Sein Leben war Vorlage für den Film Chok Dee – Kämpfe um deinen Traum aus dem Jahr 2005, in dem er auch die Hauptrolle spielt. Er spielte außerdem im Horrorfilm Mutants (2009) mit.